# HD 52913
HD52913 — хімічно пекулярна зоря спектрального класу A2, що має видиму зоряну величину в смузі V приблизно  6,0.
Вона  розташована на відстані близько 259,1 світлових років від Сонця.

## Фізичні характеристики
Зоря HD52913 обертається 
досить швидко 
навколо своєї осі. Проєкція її екваторіальної швидкості на промінь зору становить  Vsin(i)= 96км/сек.